# Joan Jett & the Blackhearts
Joan Jett & the Blackhearts (с англ. — «Джоан Джетт и Чёрные сердца») — американская рок-группа 1980-х годов во главе с Джоан Джетт.
Самый большой хит коллектива — «I Love Rock ’n’ Roll», в 1982 году поднявшийся на 1 место в США (в Billboard Hot 100). Кроме того, три альбома группы — I Love Rock ’n’ Roll, Album и Up Your Alley — достигали первой двадцатки альбомного чарта (Billboard 200). Песни для группы в основном писали сама Джоан Джетт и их менеджер (продюсер) Кенни Лагуна.
Как пишет сайт Зала славы рок-н-ролла, «Joan Jett and the Blackhearts создали мощную смесь хард-рока, глэма, панка, метала и гаражного рока, которая звучит свежо и актуально в любую эпоху. […] Записывая каверы на песни со всех уголков рок-каталога — от Гари Глиттера до Томми Джеймса до Sly and the Family Stone — группа без усилий ломала барьеры между жанрами и эпохами.»
В 2015 году группу Joan Jett & the Blackhearts включили в Зал славы рок-н-ролла.

## Состав
Группа была собрана Джоан Джетт в 1982 году. Классический состав был квартетом:
- Джоан Джетт (англ. Joan Jett) — вокал, ритм-гитара
- Гари Райан (англ. Gary Rian) — бас-гитара
- Ли Кристал (англ. Lee Crystal) — ударные
- Рики Бёрд (англ. Ricky Byrd) — соло-гитара[1]

## Дискография

### Альбомы
- 1981: I Love Rock ’n Roll[вд]
- 1983: Album[вд]
- 1984: Glorious Results of a Misspent Youth[вд]
- 1986: Good Music[вд]
- 1988: Up Your Alley[вд]
- 1991: Notorious[вд]
- 1994: Pure and Simple[вд]
- 2004: Naked[вд]
- 2006: Sinner[вд]
- 2013: Unvarnished[вд]

### EP
- 1993: Flashback Sampler
- 1995: Cherry Bomb"
- 2000: Unfinished Business
- 2006: A.C.D.C.